# Simon Busuttil
Simon Busuttil (Attard, 21 marzo 1969) è un politico maltese, dal 2013 al 2017 leader del Partito Nazionalista maltese e dell’opposizione. Dall'aprile 2020 è Segretario generale del gruppo del PPE al Parlamento europeo .

## Biografia
Dopo essersi laureato in Giurisprudenza all'Università di Malta, ha conseguito un master in Studi Europei presso l'Università del Sussex.
Nel 2004 è stato eletto al Parlamento Europeo tra le file del partito nazionalista. Rieletto nel 2009, è stato membro della delegazione maltese per l'Assemblea parlamentare euro-mediterranea e vicepresidente della delegazione per le relazioni con i Paesi del Maghreb.
Nel 2012 è stato nominato vice-leader del partito nazionalista.
L'anno seguente, alle elezioni politiche viene eletto al Parlamento maltese ma il Partito Nazionalista, che per circa 25 anni era stato ininterrottamente al governo (salvo una breve parentesi), viene sconfitto dai laburisti.
Il 4 maggio 2013 viene eletto Leader del partito nazionalista e ricopre, in quanto tale, il ruolo di leader dell'opposizione. Si dimette in seguito alla sconfitta del suo partito alle elezioni parlamentari del 2017.
Il 14 gennaio 2020 viene nominato Segretario generale del gruppo del PPE al Parlamento europeo, entrando in carica nell'aprile dello stesso anno.